# Ђорђе Врањеш
Ђорђе Врањеш (Камен, Гламоч, 20. децембар 1930 – Сремска Митровица, 9. март 2004), био је српски просветни и културни радник, књижевник. Члан Удружења књижевника БиХ (1969), члан Друштва књижевника Војводине (1988).

## Биографија

### Детињство
Ђорђе И. Врањеш је рођен у многочланој сеоској породици оца Илије у селу Камен, близу Гламоча 20. децембра 1930. године. Завршио је  нижу гимназију на Врби 1940. Данас се на тлу Врбе налази Манастир Веселиње, подигнут 1970. године у чијем је кругу костурница новомученика страдалих од усташког ножа.
На Илиндан 1941. и породицу Врањеш су масакрирале усташе и једини преживи члан породице је био Ђорђе. Упркос несрећи која га је задесила у детињству, у свом стваралаштву се није позивао на мржњу:
Сваким падом сам заволео по једног човека, дизањем – двојицу.

### Образовање
Образовање наставља у Бања Луци (1947-1951) у Реалној гимназији. Матурирао је у генерацији са лингвистом Миланом Шипком, сликаром Јованом Спремом, доајеном хрватског глумишта Крунославом Валентићем. Исту школу је похађао и истраживач Андрићевог стваралаштва Мирослав Караулац.
Уписује студије Југословенске књижевности и српскохрватског језика на Филозофском факултету Универзитета у Сарајеву (1951-1956), заједно са књижевником Војиславом Лубардом, као и колегом на другој студијској групи - Изетом Киком Сарајлићем. Ђорђе Врањеш је дипломирао први у генерацији, а један од професора му је био чувени књижевник Меша Селимовић.

### Професионални рад
Ђорђе Врањеш је радио као професор књижевности у Гламочу, Ливну и Зеници. Био је и на позицијама директора гимназије у Гламочу, директора библиотеке у Зеници, секретара Самоуправне интересне заједнице (СИЗ) за културу Зенице.
У својој професионалној каријери радио је и као библиотекар, био је дописник дневних новина Ослобођење, а залагао се и за позоришну уметност, па је заједно са директором Позоришта Зеница Здравком Мартиновићем, редитељем Зораном Ристовићем и сценографом Радованом Марушићем два пута награђен Стеријином наградом, као и другим наградама за постигнућа у позоришној уметности.
Врањеш је био члан Удружења књижевника БиХ од (1969).
Добитник је Дванаестоаприлске награде града Зенице, уручене 10. априла 1970. године, за "нарочите заслуге у области културе".

### Познији живот
Уочи распада Југославије и грађанских ратова песник је са породицом избегао у Сремску Митровицу 1988. Тада је постао члан Друштва књижевника Војводине.
Преминуо је 9. марта 2004. и сахрањен је на сеоском гробљу у Великим Радинцима.

## Дела
Данас се име Ђорђа Врањеша често чује у интервјуима његовог сина Андреје Врањеша, културног радника, библиотекара и књижевника, у контексту књижевног рада. Био је наклоњен руској књижевности и тематски се угледао на њих.

### Збирке поезије
- Сунце на пола копља / Ђорђе И. Врањеш. – Сремска Митровица : Ђ. Врањеш, 2002.
- На извору љубав / Ђорђе И. Врањеш. – Зеница : Библиотека Достигнућа, 1981.
- Сретања / Ђорђе И. Врањеш. – Београд : Петар Кочић, 1975.
- Човјек и птица / Ђорђе И. Врањеш. – Београд : Слово љубве, 1974.
- Кајање није пораз / Ђорђе И. Врањеш. – Сарајево, 1970[9].
- Међу разликама планина / Ђорђе И. Врањеш. – Сарајево : Свјетлост, 1968[10].
- Опорука за мог сина – поема / Ђорђе И. Врањеш. – Зеница, 1966[11][12].
- Ипак људи морамо бити / Ђорђе И. Врањеш. – Ливно, 1960.
- Усправна искреност / Ђорђе И. Врањеш. – Београд : Јуниор, 1955.

Ауторска поезија Ђорђа Врањеша је заступљена у многим антологијама и песничким заједничким збиркама. Једна од најпознатијих антологија у којима је заступљен је Прогнани Орфеји приређивача Ненада Грујичића.